# Klooster Roma

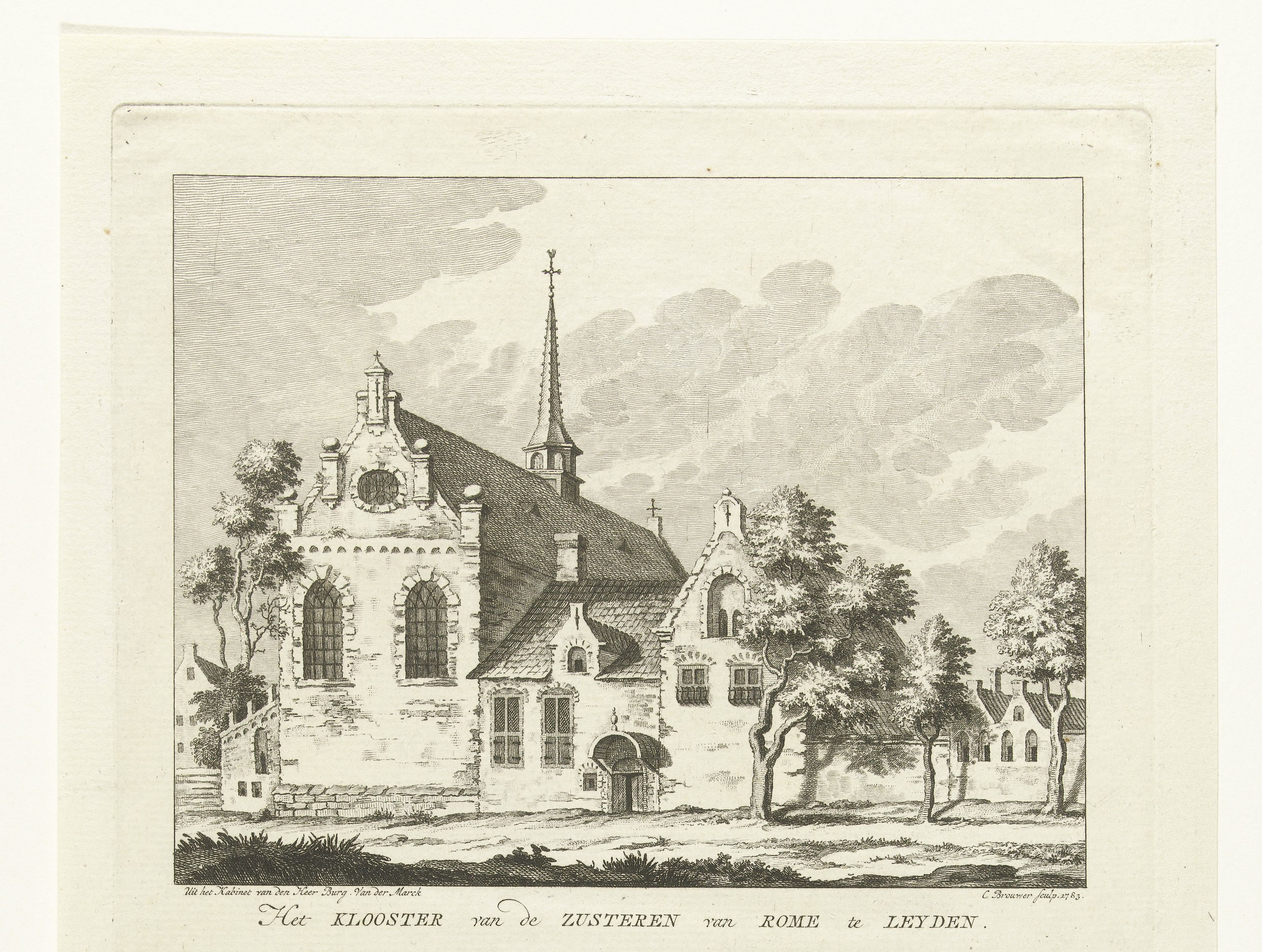
Gezicht op het klooster Roma. Prent van Cornelis Brouwer uit 1783. Dat is ruim 200 jaar na opheffen ervan en kan dus (deels) op fantasie berusten

Het klooster Roma of Sint Hieronimusklooster was een klooster in de Nederlandse stad Leiden. Het klooster, gesticht in 1440, was gevestigd aan het Rapenburg en het nam op het hoogtepunt vrijwel het gehele blok tussen Doelensteeg en Groenhazengracht in.

## Geschiedenis
Reeds in 1429 moet er een zustergemeenschap gevestigd zijn geweest in de Janvossensteeg, de zusters van Hieronymus genaamd. Tussen 1440 en 1446 werden aan het Rapenburg een aantal belendende percelen met opstallen gekocht ten behoeve van een klooster. Als kopende partij staat aanvankelijk "zusters van sinte Jheronimushuys" vermeld, later de "besloten zusters van sinte Jheronimushuys, genaamd tho Room". De verhuizing naar de nieuwe locatie moet in 1446 hebben plaatsgevonden.
In 1448 schreef bisschop van Utrecht Rudolf van Diepholt de gemeenschap de regel van Augustinus voor en verklaarde hij de gemeenschap kerkrechtelijk tot klooster, onder schenking van een aantal privileges. Hetzelfde jaar werd de kapel verheven tot oratorium en aan de patroonheilige Hieronymus gewijd. Deze kapel bevond zich nabij, maar niet aan, de Doelensteeg. Andere gebouwen bevonden zich aanvankelijk ten noorden hiervan. Later werd op 22m na het hele blok tussen Doelensteeg en Groenhazengracht door het klooster in beslag genomen.
Tijdens de Reformatie werden in verscheidene steden kerkelijke bezittingen in beslag genomen. Leiden werd in 1572 formeel een gereformeerde stad en in de decennia daarna werd het stadsblok gaandeweg met huizen volgebouwd. In mei 1575 besloten de Staten van Holland (onder meer) het klooster Roma te verkopen, ten bate van de net gestichte Universiteit Leiden. Dat wilde niet bepaald vlotten en uiteindelijk werd hele complex verkocht aan lombardhouder François Massazia voor 2600 pond.

## Heden

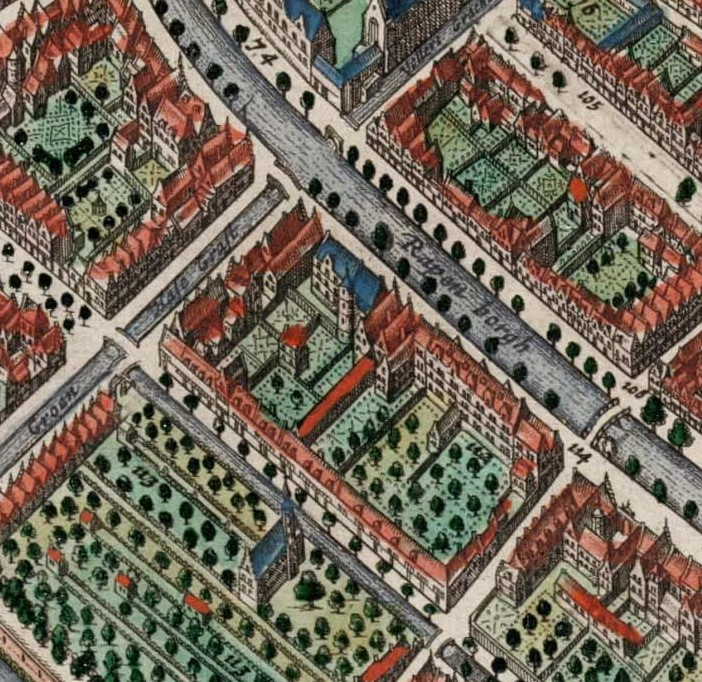
Het deel van de stad waar het klooster gestaan moet hebben, op een kaart uit 1649

Anno 2018 is van het klooster vrijwel niets bewaard gebleven. Op de kaartuitsnede van Blaeu (anno 1649) is een gebouw met blauw dak te zien dat deel moet hebben uitgemaakt van het klooster. De traptoren erachter bestond in 1947 nog en zou thans deel kunnen uitmaken van het pand van studentenhuisvester DUWO. In 2005 werden delen van een originele kelder teruggevonden.

## Roomgracht
De inmiddels verdwenen Roomgracht werd vermoedelijk naar het klooster vernoemd en vormde mogelijk een scheiding tussen het gedeelte van de nonnen en de verblijven van de lekenzusters. Deze gracht liep van het Rapenburg naar de (tegenwoordige) Doelengracht, ongeveer halverwege Doelensteeg en Groenhazengracht. Op de kaart van Blaeu is deze al niet meer herkenbaar.